# Nectriopsis broomeana
Nectriopsis broomeana är en svampart som först beskrevs av Tul. & C. Tul., och fick sitt nu gällande namn av W. Gams 1982. Nectriopsis broomeana ingår i släktet Nectriopsis och familjen Bionectriaceae.   Inga underarter finns listade i Catalogue of Life.
I den svenska databasen Dyntaxa används istället namnet Sphaerostilbella broomeana för samma taxon.  Arten är reproducerande i Sverige.